# 田中喜代松

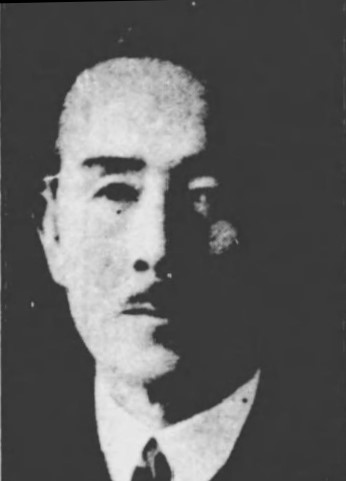
田中喜代松

田中 喜代松（たなか きよまつ、1877年（明治10年）4月20日 - 1944年（昭和19年）3月10日）は、日本の実業家、政治家。衆議院議員。旧姓・関原。

## 経歴
群馬県群馬郡新波村（現:高崎市）で関原家に生まれ、田中敬造の養子となる。1899年、群馬県尋常中学校を卒業し、その後、同志社で学ぶ。同志社在学中、日露戦争時に基督教青年会軍政慰問部主事として満州に赴任し慰問事業に二年間従事した。
1907年4月、北海道に移り製材事業を経営。(株) 田中木工場社長、北海興業取締役、北海工業取締役、旭川曲木工芸取締役、北海石炭取締役、昭南電燭取締役などを務めた。
政界では、旭川区会議員、同市会議員、同副議長、同議長、北海道会議員を歴任。1932年2月、第18回衆議院議員総選挙で北海道第二区から立憲政友会所属で出馬して当選し、衆議院議員を一期務めた。